# Data General Nova
O Data General Nova foi um popular minicomputador de 16-bit lançado em 1969 pela empresa americana Data General. Tornou-se popular em laboratórios científicos e educativos, sendo sucedido pelo Data General Eclipse.
A Data General lançou o Nova em 1969 com um preço base de 3,995 dólares, anunciando-o como "o melhor computador pequeno do mundo". A partir de 1969, a Data General vendeu um total de 50.000 Novas por  8,000 cada. A maior concorrência do Nova era a nova série de computadores PDP-11 e, em menor escala, os sistemas PDP-8 mais antigos. O Nova tornou-se popular em usos científicos.